# موکورمایکوزیس
موکورمایکوزیس که قبلاً با نام زیگومیکوزیس و گاهی قارچ سیاه نیز نامیده می‌شد، یک عفونت قارچی جدی است که عموماً در افرادی که سیستم ایمنی ضعیف تری داشته و توان مبارزه کمتری با عفونت دارند بروز می‌کند. نشانه‌ها به بخشی از بدن آلوده شده بستگی دارد. این ماده معمولاً سینوسها و مغز را آلوده کرده و منجر به آبریزش بینی، تورم و درد یک طرفه صورت، سردرد، تب و بافت‌مردگی می‌شود. انواع دیگر بیماری ممکن است ریه‌ها، معده و روده‌ها و پوست را آلوده کند.
این بیماری به‌طور کلی با تنفس، خوردن غذای آلوده یا قرار گرفتن هاگ‌هایی از نوع سنجاقی در یک زخم باز گسترش می‌یابد. این قارچ‌ها به‌طور مکرر در تجزیه مواد آلی مانند میوه و سبزیجات پوسیده، برگ و کود حیوانی وجود دارند، اما معمولاً افراد را تحت تأثیر قرار نمی‌دهند و بین افراد منتقل نمی‌شود. عوامل بیماری‌زا شامل ابتلا به دیابت، لنفوم، پیوند اعضا، ایدز و کورتیکواستروئید یا مصرف داروی‌های سرکوب‌کننده سیستم ایمنی طولانی مدت است. تشخیص توسط بیوپسی و بافت‌برداری انجام می‌شود و با استفاده از تصویربرداری می‌توان میزان بیماری را تعیین کرد.
درمان به‌طور کلی با آمفوتریسین بی و دبریدمان است. اقدامات پیشگیرانه شامل استفاده از ماسک در مناطق با گرد و غبار، جلوگیری از تماس با ساختمانهای آسیب دیده از آب و محافظت از پوست در برابر قرار گرفتن در معرض خاک مانند هنگام باغبانی یا برخی کارهای خاص در فضای باز است. این ماده به سرعت پیشرفت می‌کند و تقریباً در نیمی از موارد سینوس و تقریباً همه موارد از نوع گسترده کشنده است.
موکورمایکوزیس نادر است و کمتر از ۲ مورد در یک میلیون نفر در سان فرانسیسکو به آن مبتلا هستند. با این حال، حدود ۸۰ برابر شیوع آن در هند است. افراد در هر سنی ممکن است تحت تأثیر قرار بگیرند، از جمله نوزادان که به صورت زایمان زودرس به دنیا آمده‌اند. اولین مورد موکورمایکوزیس احتمالاً موردی بود که توسط فردریش کوچن مایستر در سال ۱۸۵۵ کشف شد. این بیماری در رخدادهای طبیعی نیز گزارش شده‌است. زمین‌لرزه و سونامی ۲۰۰۴ اقیانوس هند و گردباد میسوری ۲۰۱۱ از جمله انهاست. در طی دنیاگیری کووید-۱۹ در هند، در ماه دسامبر سال ۲۰۲۰ تعدادی از موارد مرتبط با شیوع این بیماری گزارش شد.

## طبقه‌بندی
به‌طور کلی، موکورمایکوزیس با توجه به بخشی از بدن آسیب دیده به پنج نوع طبقه‌بندی می‌شود:
- سینوس‌ها و مغز (رینوس مغزی)؛ بیشتر در افرادی که دیابت دارند و در افرادی کهپیوند کلیه انجام داده‌اند شایع است.[۱۷]
- شش (ریوی) شایعترین نوع موکورمایکوزیس در افراد مبتلا به سرطان و در افرادی که پیوند عضو یا پپیوند مغز استخوان انجام داده‌اند.
- معده و روده (دستگاه گوارش) این شیوع بیشتر در بین نوزادان نارس و کم وزن است که آنتی‌بیوتیک، جراحی یا داروهایی داشته‌اند که توانایی بدن در مبارزه با عفونت را کاهش می‌دهد.
- پوست (پوستی)؛ پس از سوختگی، یا آسیب دیدگی پوست، در افراد مبتلا به سرطان خون، دیابت کنترل نشده، بیماری پیوند در برابر میزبان، اچ آی وی و استفاده از داروهای وریدی.
- گسترده (پخش) وقتی عفونت از طریق خون به اندام‌های دیگر سرایت می‌کند.

اعضای دیگر کمتر تحت تأثیر قرار می‌گیرند.

## نشانه‌ها

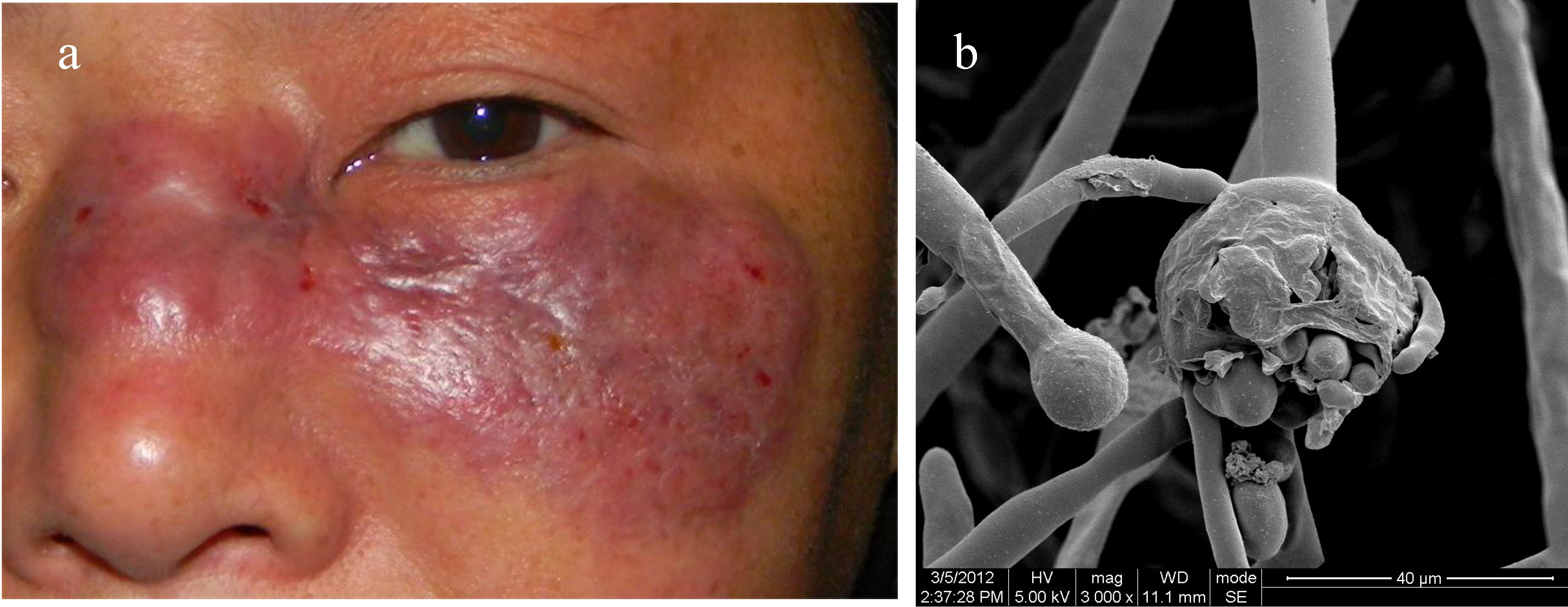
مرد ۴۷ ساله ای مبتلا به موکورمایکوزیس و میکروگراف الکترونیکی پوستش که نشان دهنده اسپورانژ قارچ‌های موکورالس است.

علائم و نشانه‌های موکورمایکوزیس مربوط به محل آلودگی است. عفونت معمولاً از دهان یا بینی شروع می‌شود و از طریق چشم وارد سیستم عصبی مرکزی می‌شود.
تورم یک طرفه صورت، سردرد، احتقان در بینی و سینوس، «ضایعات سیاه» به سرعت در حال رشد در سراسر بینی یا قسمت فوقانی دهان، تب و تورم چشم می‌تواند در اثر سینوس یا مغز ایجاد شود. ممکن است چشم‌ها برآمده باشند. تب، سرفه، درد قفسه سینه و دشواری در تنفس یا خلط خونی، می‌تواند در هنگام درگیری ریه‌ها ایجاد شود. شکم درد، حالت تهوع، استفراغ و خونریزی می‌تواند در هنگام درگیری دستگاه گوارش ایجاد شود. پوست مبتلا به دلیل از بین رفتن بافت ممکن است به صورت تکه ای حساس و مایل به قرمز با مرکز تیره ظاهر شود. ممکن است زخم وجود داشته باشد و بسیار دردناک باشد.
حمله به رگهای خونی می‌تواند منجر به تشکیل لخته‌های خون و مرگ بافت اطراف به دلیل از دست دادن خونرسانی شود. موکورمایکوزیس گسترده به‌طور معمول در افرادی که قبلاً از بیماری‌های پزشکی دیگر بیمار بوده‌اند، مشاهده می‌شود، بنابراین شناختن علائم مربوط به موکورمایکوزیس ممکن است دشوار باشد. افراد مبتلا به عفونت منتشر شده در مغز می‌توانند دچار تغییر وضعیت روانی یا کما شوند.

## علل
موکورمایکوزیس یک عفونت قارچی است که ناشی از قارچ سنجاقی است. در بیشتر موارد به دلیل تهاجم به گونه‌های رایج نان کپک سیاه نان و کپک سیاهاست. بیشتر عفونت‌های کشنده توسط Rhizopus oryzae ایجاد می‌شوند. به دلیل لیختهایمیا کمتر اتفاق می‌افتد و به ندرت به دلیل آپوفیزومیس رخ می‌دهد. از دیگر موارد می‌توان به قارچ کانینگهام، Mortierella و Saksenaea اشاره کرد.
هاگ قارچ در محیط وجود دارد، به عنوان مثال در قالب نان و میوه یافت می‌شود و به‌طور مکرر تنفس می‌شود، اما فقط در برخی از افراد باعث بیماری می‌شود. هاگ علاوه بر تنفس در بینی، سینوس‌ها و ریه‌ها، می‌توانند از طریق بریدگی یا زخم باز وارد پوست شوند یا در صورت خوردن در روده رشد کنند. پس از رسوب، قارچ رشد می‌کند و باعث تولید نخینه‌هایی می‌شود که به رگ‌های خونی حمله کرده و باعث از بین رفتن بافت‌ها و تشکیل ترومبوز می‌شوند. سایر علل گزارش شده شامل پانسمان زخم‌های آلوده‌است. موکورمایکوزیس به دنبال استفاده از elastoplast و استفاده از آبسلانگ برای اجرا در محل کاتترهای داخل وریدی نیز گزارش شده‌است، شیوع بیماری نیز به شیت‌های تخت بیمارستان، اتاق فشار منفی، نشت آب، تهویه ضعیف، آلوده تجهیزات پزشکی، و کارهای ساختمانی مرتبط است.

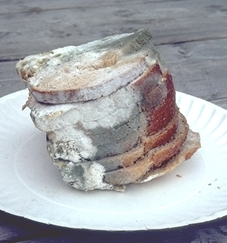
نان کپک زده
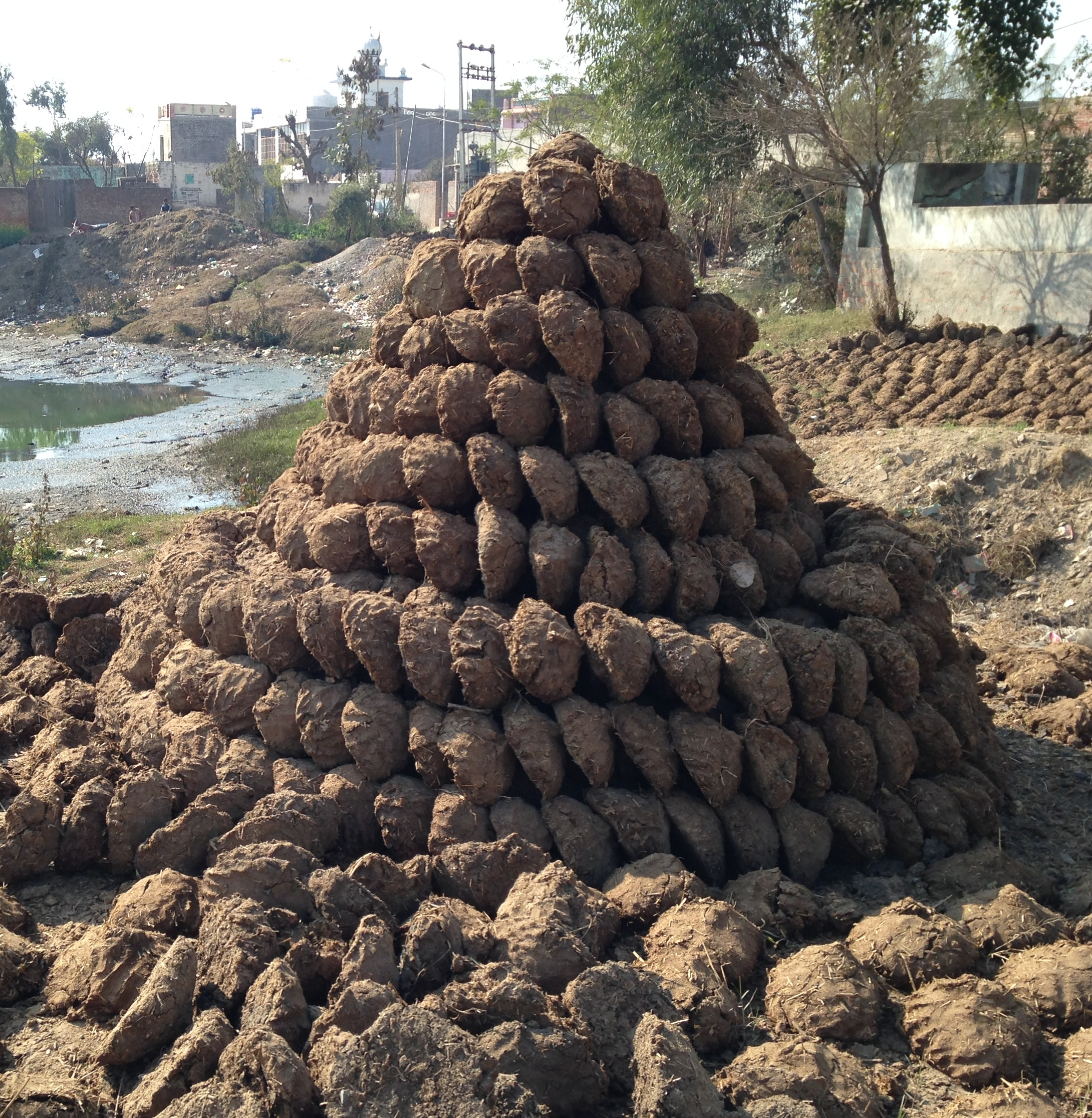
سرگین
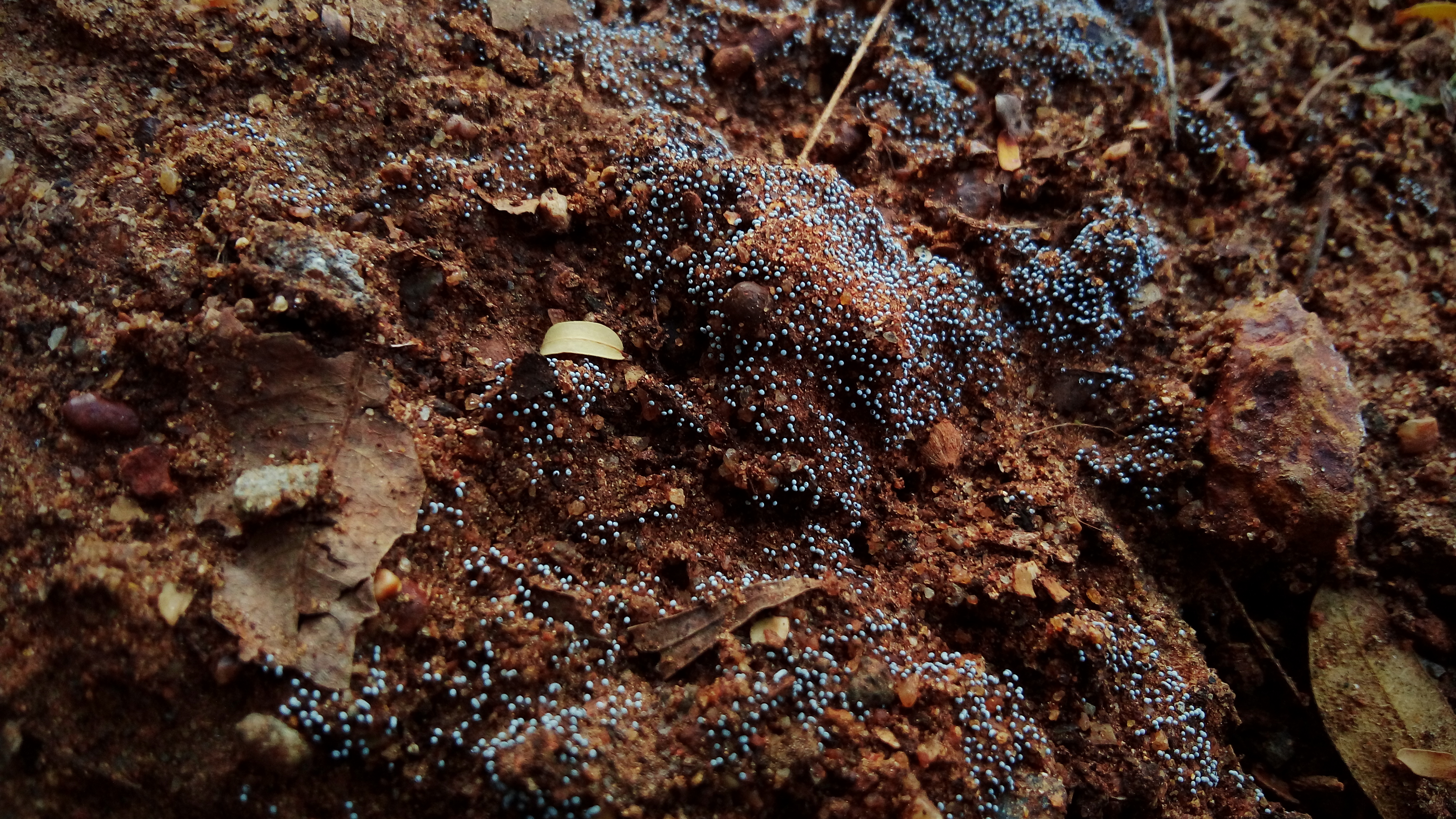
هاگ روی خاک مرطوب
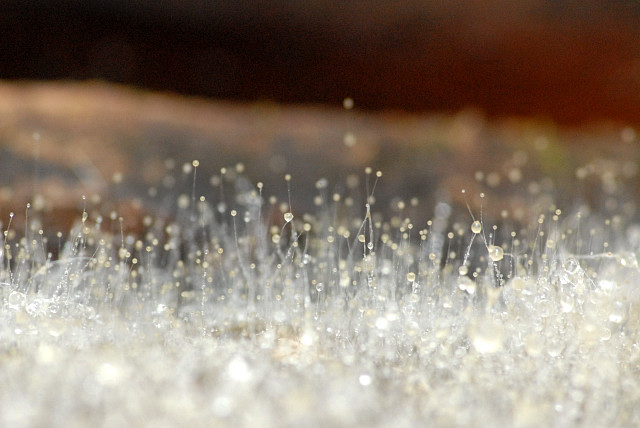
موکور

### عوامل خطر
عوامل مستعد کننده موکورمایکوزیس شامل پیوند اعضا، ایدز ، دیاب۱ت شیرین کنترل نشده، سرطان‌هایی مانند لنفوم، نارسایی کلیه ، کورتیکواستروئید طولانی مدت و درمان سرکوب سیستم ایمنی، سیروز و سوءتغذیه است. سایر عوامل خطر شامل سل است. همچنین افزایش آهن به دلیل درمان دفروکسامین مسیلات در بیماری‌های کلیوی گزارش شده‌است که خطر ابتلا به موکورمایکوزیس را افزایش می‌دهد. برخی موارد موکورمایکوزیس گزارش شده‌است و هیچ عامل زمینه‌ساز مشخصی وجود ندارد.
کورتیکواستروئیدها معمولاً در درمان COVID-19 استفاده می‌شوند و آسیب‌های ناشی از سیستم ایمنی بدن را در طی عفونت ویروس کرونا کاهش می‌دهند. آنها سرکوب کننده سیستم ایمنی هستند و باعث افزایش سطح قند خون در بیماران دیابتی و غیر دیابتی می‌شوند. تصور می‌شود که هر دو این عوارض ممکن است در موارد موکورمایکوزیس نقش داشته باشند.

## سازوکار
اکثر افراد به‌طور مکرر و بدون ایجاد بیماری در معرض موکورالز قرار می‌گیرند. موکورمایکوزیس عموماً با تنفس، خوردن غذای آلوده یا گرفتن هاگ قالب از نوع سنجاقی در زخم باز منتشر می‌شود. این بیماری بین افراد منتقل نمی‌شود.
در افراد مبتلا به دیابت کنترل نشده، سطح بالای قند شرایط مناسبی را برای ایجاد ساختارهای رشته‌ای فراهم می‌کند که ابتدا به رگ‌های خونی متصل می‌شوند و سپس به آنها نفوذ می‌کنند، سپس آنها را مسدود کرده و باعث از بین رفتن بافت می‌شود.
قارچ سیاه، نزد افراد مبتلا به کرونا پدیده‌ای به نام «طوفان سیتوکین» را ایجاد می‌کند. در این وضعیت، سیستم ایمنی بیمار بیش از حد واکنش نشان می‌دهد و سلول‌های دفاعی عملاً به ارگان‌ها حمله می‌کنند. برخی پزشکان معتقدند که تجویز زیاد استروئیدها (کورتیزون) به بیماران کرونا و عمومیت این روش مداوا، خود می‌تواند یک عامل خطر باشد.

## تشخیص

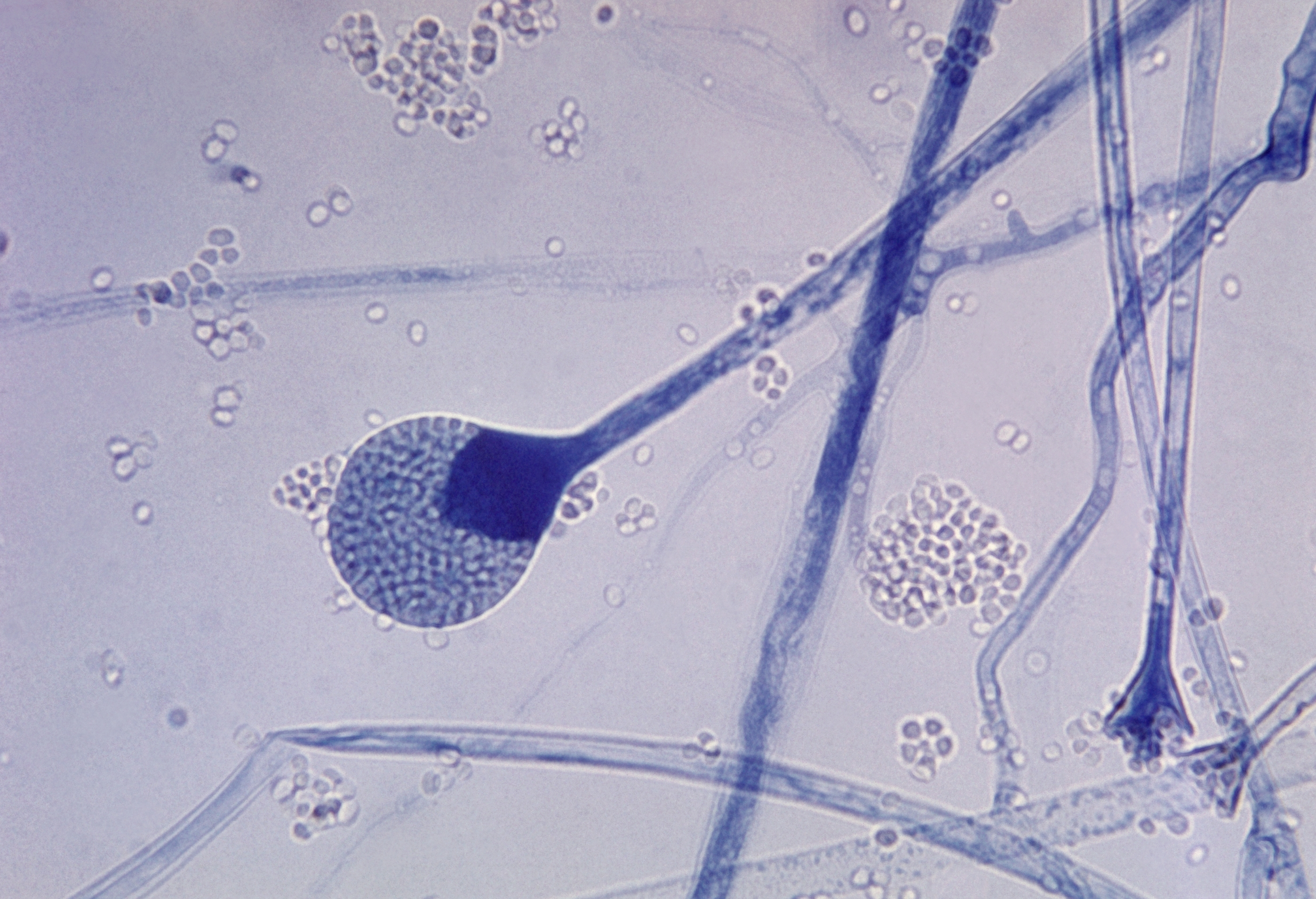
اسپورانژیوم بالغ موکور

برای تشخیص نیاز به نمونه برداری از ناحیه آسیب دیده‌است. آزمایشها همچنین ممکن است شامل کشت و تشخیص مستقیم قارچ در مایع ریه، خون، سرم، پلاسما و ادرار باشد. آزمایش خون شامل شمارش کامل خون برای جستجوی خاص نوتروپنی است. سایر آزمایشهای خون شامل تعیین سطح آهن، گلوکز خون، بی کربنات و الکترولیت‌ها است.

### تصویربرداری
برای تشخیص اغلب رادیولوژی مانند سی‌تی اسکن از ریه‌ها و سینوس‌ها انجام می‌شود. علائمی که در سی تی اسکن قفسه سینه وجود دارد، مانند گره، حفره، علائم هاله، پلورال افیوژن و سایه‌های گوه ای شکل، که حمله به رگ‌های خونی را نشان می‌دهد ممکن است یک عفونت قارچی باشد، اما موکورمیکوز را تأیید نمی‌کند. علامت هاله معکوس در فرد مبتلا به سرطان خون و تعداد نوتروفیل کم، به شدت موکورمایکوزیس را نشان می‌دهد. تصاویر سی تی اسکن از موکورمایکوزیس می‌تواند برای تشخیص موکورمایکوزیس در مدار و سلولیت در مدار مفید باشد، اما ممکن است تصویربرداری با تصاویر آسپرژیلوز یکسان باشد.

### کشت و نمونه برداری
برای تأیید تشخیص می‌توان نمونه‌های بیوپسی را کشت داد. کشت از نمونه‌های بیوپسی همیشه نتیجه نمی‌دهد زیرا ارگانیسم بسیار شکننده است. برای شناسایی دقیق گونه‌ها به یک متخصص نیاز دارد. ریخت‌شناسی قارچ در زیر میکروسکوپ تعیین‌کننده جنس و گونه خواهد بود. برای شناسایی گونه‌ها ممکن است از واجذب-یونش لیزری به کمک ماتریس استفاده شود.

### دیگر تشخیص‌ها
گرچه سایر قارچهای رشته‌ای ممکن است شبیه به هم باشند. شاید تمایز از آسپرژیلوز دشوار باشد. سایر تشخیص‌های احتمالی عبارتند از سیاه زخم، سلولیت، انسداد روده، اکتیما گانگرنوزوم، سرطان ریه، آمبولی ریه، سینوزیت، سل و فوزاریوز.

## جلوگیری
اقدامات پیشگیرانه شامل استفاده از ماسک در مناطق گرد و غبار، جلوگیری از تماس مستقیم با ساختمانهای آسیب دیده از آب و دارای پوسیدگی و قارچ زدگی و محافظت از پوست، پا و دستها در مواردی که در معرض خاک یا کود دامی مانند باغبانی یا برخی کارهای خاص در فضای باز باشد است. در گروه‌های پرخطر مانند افرادی که پیوند عضو داشته‌اند داروهای ضد قارچ ممکن است به عنوان پیشگیری تجویز شود.

## درمان
در صورت مشکوک شدن به این بیماری، آمفوتریسین بی در ابتدا به آرامی در ورید تجویز می‌شود، سپس به مدت ۱۴ روز آینده هر روز تجویز می‌شود. درمان با آمفوتریسین-بی گاهی اوقات به مدت طولانی تری ادامه می‌یابد. در سال ۲۰۱۵، بدون آزمایش کنترل تصادفی، FDA ایزاووکونازول را به عنوان درمانی برای موکورمایکوزیس تأیید کرد. پوساکونازول نیز یک گزینه جایگزین درمان است.
سپس برداشتن "توپ قارچ " از طریق جراحی نشان داده می‌شود. این بیماری باید از نظر علائم مجدد با دقت کنترل شود. جراحی می‌تواند بسیار شدید باشد و در برخی موارد بیماری که شامل حفره بینی و مغز است، ممکن است برداشتن بافت مغز آلوده مورد نیاز باشد. برداشتن کام، حفره بینی یا ساختارهای چشم می‌تواند بسیار دفع کننده باشد. گاهی اوقات بیش از یک عمل مورد نیاز است. از اکسیژن هایپرباریک به عنوان درمان کمکی استفاده شده‌است، زیرا فشار اکسیژن بیشتر توانایی نوتروفیلها را در از بین بردن قارچ افزایش می‌دهد. کارایی این روش درمانی نامشخص است.

## پیش‌بینی
این ماده به سرعت پیشرفت می‌کند و تقریباً در نیمی از موارد سینوس، دو سوم موارد ریوی و تقریباً همه موارد از نوع گسترده کشنده است. درگیری پوست کمترین میزان مرگ و میر را در حدود ۱۵٪ دارد. عوارض احتمالی موکورمایکوزیس شامل از دست دادن جزئی عملکرد عصبی، کم‌بینایی و لخته شدن رگهای خونی در مغز یا ریه است.
از آنجا که درمان معمولاً به جراحی گسترده صورت و اغلب تغییر شکل دهنده صورت نیاز دارد، تأثیر آن بر زندگی پس از زنده ماندن به ویژه درگیری سینوس و مغز، قابل توجه است.

## همه‌گیرشناسی
موکورمایکوزیس نادر است و کمتر از ۲ مورد در یک میلیون نفر در سانفرانسیسکو به آن مبتلا هستند. این بیماری در حدود ۸۰ برابر شیوع بیشتری در هند دارد، جایی که تخمین زده می‌شود حدود ۰٫۱۴ مورد در هر ۱۰۰۰ نفر وجود دارد. قارچ‌های بیماری‌زا به مکان بستگی زیادی دارند. Apophysomyces variabilis بیشترین شیوع آن در آسیا و گونه‌های Lichtheimia در اروپا است.. این سومین عفونت قارچی جدی است که پس از آسپرگیلوز و کاندیدیاز افراد به ان آلوده می‌شوند.

### هند
مقام‌های بهداشتی هند با گزارش بیش از ۸۸۰۰ مورد از عفونت مرگبار «قارچ سیاه» در دستکم ۱۵ ایالت هند، از افزایش قابل‌توجه ابتلا به این بیماری خبر می‌دهند. بیش از نیمی از موارد ابتلا فقط در دو ایالت غربی گجرات و ماهاراشترا بوده و در دستکم پانزده ایالت دیگر هند، بین ۸ تا ۹۰۰ بیمار گزارش شده‌است. افزایش موارد ابتلا به موکورمایکوزیس سبب شده دولت مرکزی از ۲۹ ایالت هند بخواهد اعلام همه‌گیری کنند.
در اوایل ماه مه ۲۰۲۱، پزشکان هند متوجه افزایش موکورمایکوزیس شدند. به گزارش سی‌ان‌ان، بسیاری از مبتلایان به قارچ سیاه بیماران کووید ۱۹، افرادی که به تازگی از این بیماری بهبود یافته‌اند و سیستم دفاعی بدن آنها ضعیف شده‌است، یا افراد مبتلا به بیماری‌های مزمن، به ویژه دیابت، هستند. در چند هفته گذشته هزاران مورد قارچ سیاه در سراسر هند گزارش شده‌است که صدها نفر از آنها در بیمارستان‌ها بستری شده و دست کم ۹۰ تن از آنها جان خود را از دست داده‌اند.
افراد با تنفس هاگ این قارچ‌ها به این بیماری مبتلا می‌شوند. این قارچ‌ها ممکن است از مسیر دستگاه‌های رطوبت‌ساز یا مخازن اکسیژنی که حاوی آب کثیف هستند نیز در بیمارستان‌ها یا خانه‌ها پخش شوند. به‌طور معمول سالانه بیش از ده بیست مورد ابتلا به قارچ سیاه در هند گزارش نمی‌شد، اما «هندوستان تایمز» می‌نویسد ظرف روزهای گذشته (مه ۲۰۲۱) دستکم ۷۲۵۰ نفر به این بیماری مبتلا شده‌اند. در ایالت مهاراشترا ۲۰۰۰ مورد و در گجرات ۱۲۰۰ مورد به ثبت رسیده‌است.
تنها در ایالت ماهاراشترا بیش از ۲۰۰۰ مورد گزارش شده و مقامات می‌گویند در ایالت گجرات که محل زندگی نخست‌وزیر نارندرا مودی است، حدود ۱۲۰۰ مورد به ثبت رسیده‌است. حداقل ۹ ایالت هند تا ۲۴ مه ۲۰۲۱، این عفونت را یک «اپیدمی» اعلام کرده‌اند و چند شهر نیز بخش‌های ویژه‌ای را در بیمارستان‌ها به این بیماری اختصاص داده‌اند. آمار رسمی مرگ و میر ناشی از ابتلا به «قارچ سیاه» اعلام نشده‌است اما احتمال داده می‌شود که تاکنون دست‌کم ۲۱۹ نفر جان خود را از دست داده باشند.
هند با کمبود شدید «آمفوتریسین بی» روبروست که اصلی‌ترین داروی ضد قارچ برای درمان مبتلایان محسوب می‌شود. دولت و شرکت‌های دارویی این کشور که زمانی «داروخانه جهان» توصیف می‌شد، در تلاشند تا تولید این دارو را افزایش دهند. این در حالی است که آمولیا نیدهی، یک فعال بخش بهداشت در انتقاد از عملکرد مقامات می‌گوید: «دولت باید همان زمانی که اولین مورد ابتلا به این بیماری قارچی شناسایی شد برای تأمین دارو اقدام می‌کرد؛ قرار نیست مردم برای داروهای نجات دهنده زندگی التماس کنند.»
به نقل از روزنامه دیلی‌استار، در غرب هند، هزاران نفر یک یا هر دو چشم خود را پس از ابتلا به بیماری موکورمیکوز «پوپنک سیاه» از دست می‌دهند.

### ایران
به صورت رسمی موارد اعلام نشده اما موارد تکی بوده که بیماران مبتلا به کرونا بهبود پیدا کرده‌اند اما به عفونت قارچی مبتلا شده و در بیمارستان لقمان تهران بستری شده‌اند.

## تاریخ
اولین مورد موکورمایکوزیس احتمالاً موردی بود که توسط فردریش کوچن مایستر در سال ۱۸۵۵ شناخته شد. فوربرینگر اولین بار این بیماری را در ریه‌ها در سال ۱۸۷۶ توصیف کرد. در سال ۱۸۸۴، لیختهایم توسعه بیماری را در خرگوش ایجاد کرد و دو گونه corymbifera موکور و موکور rhizopodiformis را توصیف کرد. بعداً به عنوان Lichtheimia و کپک سیاه نان شناخته شده بود. در سال ۱۹۴۳، ارتباط آن با دیابت کنترل نشده در سه مورد با درگیری شدید سینوس، مغز و چشم گزارش شد.